# 倫敦道（白禮頓）站
50°50′12″N 0°08′11″W / 50.83667°N 0.13639°W
伦敦路（白禮頓）鐵路站（英語：London Road (Brighton) railway station）是位于英國東薩塞克斯郡白禮頓近郊朗德希爾的一个鐵路車站。該車站是東海岸綫白禮頓支线上的第一个沿途站點，距离白禮頓站约57鏈（1.1公里）。由南方铁路公司管理，该公司运营该线路上的所有服务。
尽管车站名为倫敦路，但其实并不位于该路，该路距倫敦路車站約西南400碼（370），最近处名为普雷斯顿路。

## 历史
倫敦道（白禮頓）站于1877年10月1日開幕，其外观形似意大利风格的别墅，与同一铁路线上的霍夫站等车站建筑相近。这些车站由大衛·莫卡塔设计，他同时也是白禮頓站的設計師。車站最初被称为迪奇林海峰（Ditchling Rise），是一個更准确的地理名稱，因为倫敦路事實上位于車站西南370米处。直到1971年肯普敦支綫关闭之前，前往肯普敦的火车都是从这里与布莱顿–刘易斯支线分流。
2号站台（往刘易斯方向）的建筑于19世紀80年代初被拆除。该站于2004年底进行了大规模整修，原有建筑的一些附加部分被拆除。
该站自1971年起成为“布莱顿模型铁路俱乐部”的所在地。

## 服务

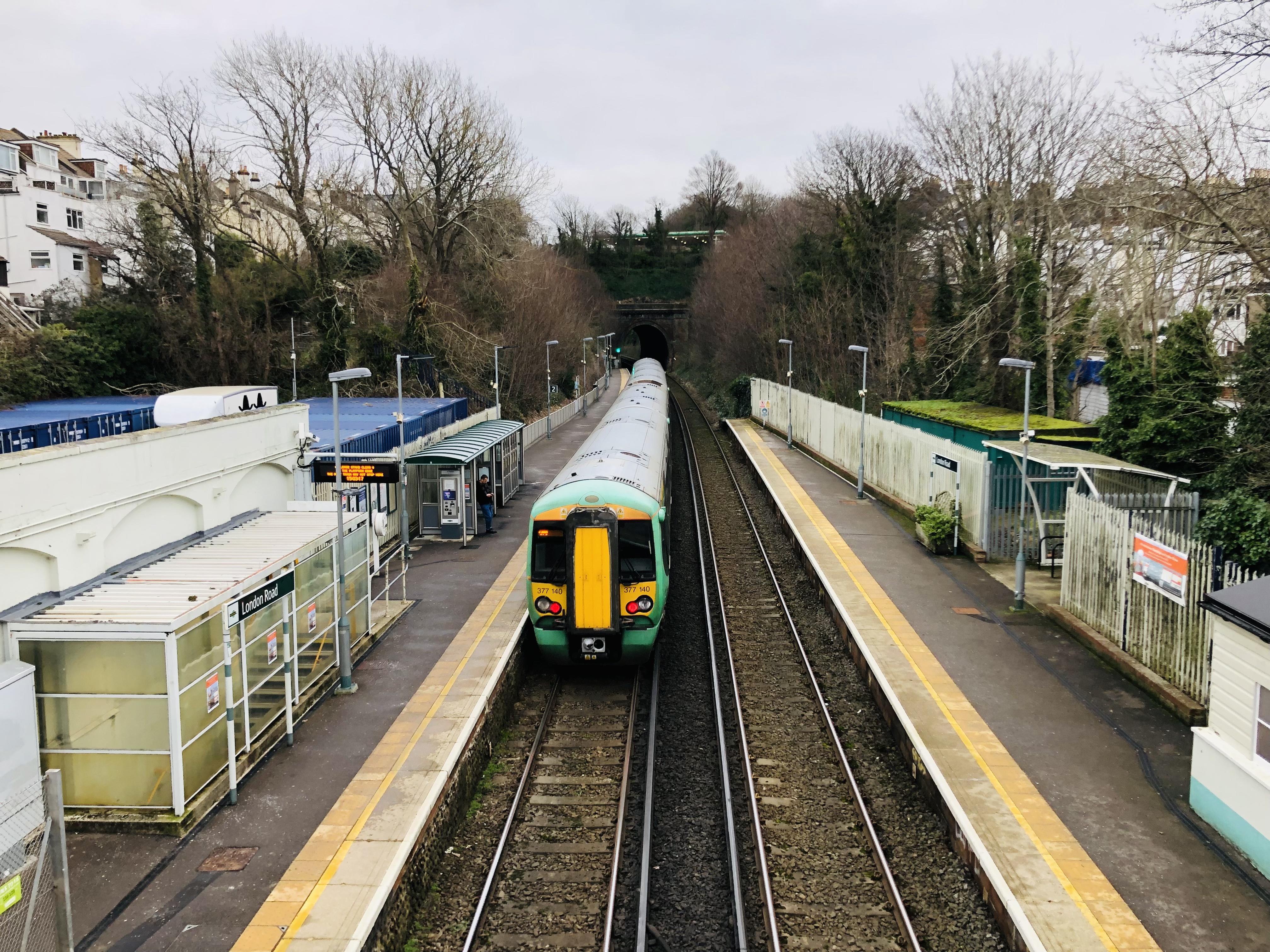
一列开往柯站的南方鐵路377型列车不停站通过倫敦道

倫敦道站的所有服务均由南方鐵路使用377型電聯車运营。
非高峰时段服的列車班次为：
- 往白禮頓，每小時3列
- 往錫福德，每小時2列
- 往伊斯特本，每小時1列

在高峰时段，開往布莱顿、黑斯廷斯和柯之间的一些附加班次也会在该站停靠。

## 外部鏈接
- Brighton Model Railway Club （页面存档备份，存于）
- 列车时刻表及车站信息：倫敦道（白禮頓）站，来自英国铁路官方网站